# Découpage

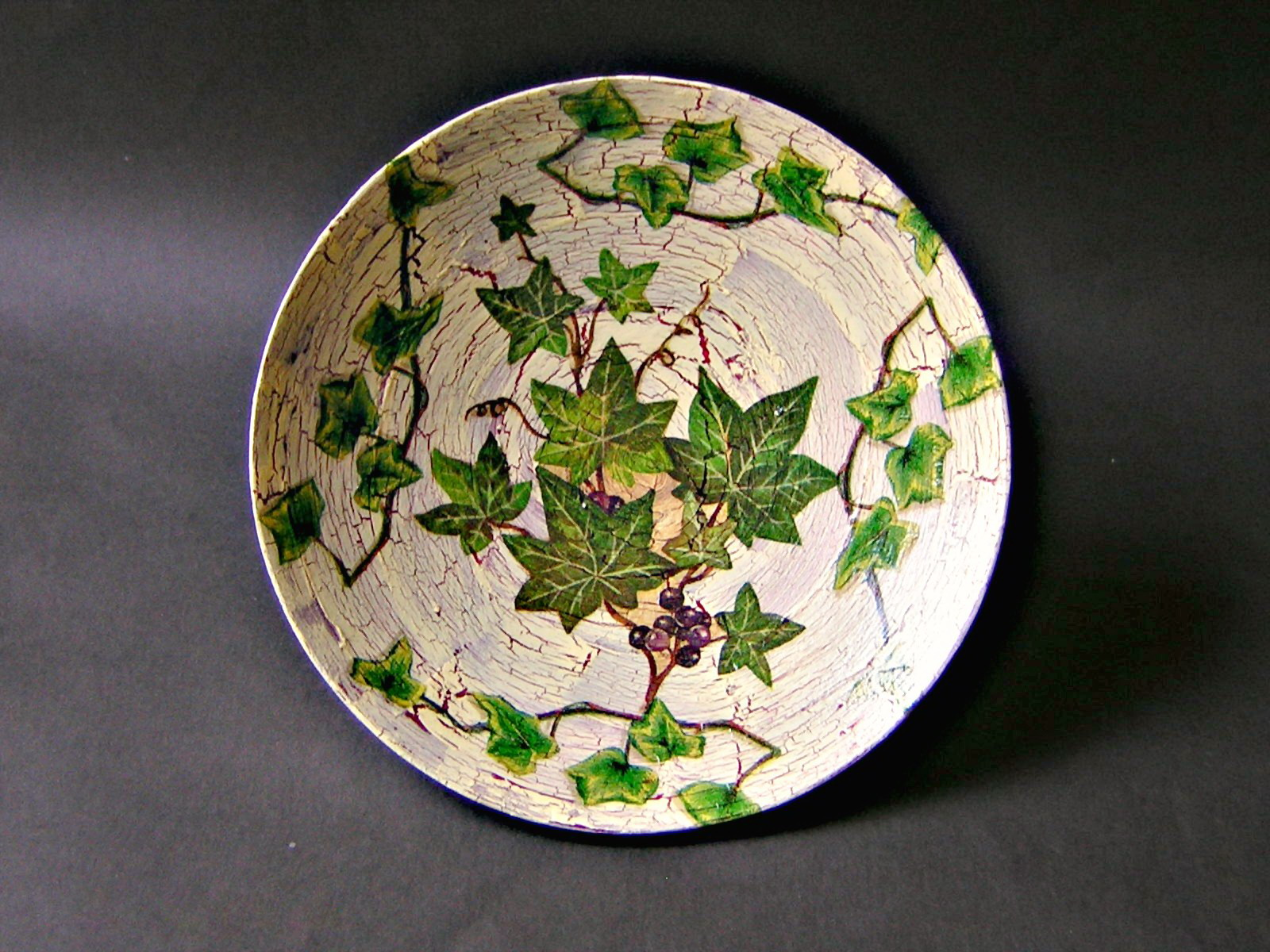
Exempel på découpage.

Découpage avser konstverk skapat av utklippta, färgade pappersbitar, som klistrats eller häftats på ett underlag. Ordet découper är franska och betyder "klippa ut".
Decoupage är känt sedan  1700-talet i Italien. Man kan dekorera alla möjliga saker med découpage, helst gör man det med pappersservetter, men man kan även använda sig av presentpapper, rispapper och bokmärken. Tidigare, när pappersprodukter var dyra och sällsynta, användes målningar, tyg eller tapeter. Dock är det så att ju tunnare papper man använder, desto finare resultat får man. 
Man klipper eller river ut det motiv man vill använda och använder sedan olika lacker för att montera det på diverse föremål. Man kan découpera på tyg, porslin, glas, zink och plåt, sten, trä, spånkorgar och papper. Beroende på vad man vill dekorera använder man olika lack. 
Henri Matisse arbetade med découpage på 1940- och 1950-talet, till exempel Apollon som ingår i samlingarna på Moderna museet.